# Nescus
 Nescus  es una población y comuna francesa, en la región de Mediodía-Pirineos, departamento de Ariège, en el distrito de Foix y cantón de La Bastide-de-Sérou.

## Demografía
| 234 | 118 | 290 | 314 | 291 | 280 | 278 | 282 | 247 | 261 | 214 | 212 | 237 | 237 | 216 | 208 | 207 | 171 | 167 | 151 | 119 | 106 | 109 | 92 | 83 | 82 | 60 | 41 | 41 | 38 | 40 | 61 |
| Para los censos de 1962 a 1999 la población legal corresponde a la población sin duplicidades (Fuente: INSEE [Consultar]) |     |     |     |     |     |     |     |     |     |     |     |     |     |     |     |     |     |     |     |     |     |     |    |    |    |    |    |    |    |    |    |

Gráfico de la evolución de la población entre 1794 y 1999